# Distritos electorales del Reino Unido
En Reino Unido, cada distrito electoral es llamado constituency y elige uno o más miembros para un parlamento o asamblea.
Dentro del Reino Unido existen cinco cuerpos en la actualidad con miembros electos por las constituencies, más uno que fue abolido:
- Cámara de los Comunes del Reino Unido
- Parlamento de Irlanda del Norte
- Parlamento de Escocia
- Asamblea de Irlanda del Norte
- Asamblea Nacional de Gales
- Asamblea de Londres

Distritos electorales también llamados constituencies en el Reino Unido, fueron establecidos para las elecciones del Parlamento Europeo.
En las elecciones del gobierno local, los distritos electorales se llaman wards o electoral divisions.
- Datos: Q2064521